# Emphytéose Moanda
L’emphytéose Moanda est un projet industriel, économique et politique visant au développement de la province du Bas-Congo en République démocratique du Congo (RDC) et plus généralement de l’ensemble du bassin du Congo et des régions avoisinantes. Régulièrement évoqué sous une forme ou une autre depuis 80 ans, il a été porté récemment par Charles Vanacker, Pol Mouzon et Guido Hendrickx, ayant travaillé de nombreuses années en RDC. 
Il s’agit de tirer parti des ressources du fleuve Congo (énergie et comme moyen de communication) en la région de Moanda et de son arrière-pays, et de développer la région pour en faire un outil de communication avec la partie haute du fleuve, le deuxième bassin versant du monde avec une superficie de 3 800 000 km2, pour un débit moyen de 42 000 m3/s (37 500 m3/s au niveau d’Inga). Pour ce faire et pour pallier la situation récurrente d’instabilité politique et économique, un régime politique spécifique est envisagé.

## Le projet industriel
Le projet industriel s’appuie sur des études anciennes, réactualisées sur la base des techniques nouvelles.

### Grand Inga
Les deux barrages d’Inga I et Inga II ont été construits sur le Nkokolo, un ancien lit du fleuve en rive droite du cours actuel. L’eau y est captée du lit principal à l’altitude de 125 mètres, pour être exploitée par les deux centrales à l’altitude 115 mètres. Un canal creusé de ce même Nkokolo, mais débouchant en aval sur le fleuve permettrait d’obtenir une plus grande dénivellation et dès lors une plus grande puissance à exploiter ; c’est le projet Inga III.
Mais le potentiel énergétique reste encore important. Le projet du Grand Inga prévoit la construction d’un barrage en amont de la prise d’eau de Nkokolo, qui permettrait de générer une retenue d’eau à une altitude de 200 mètres (contre 125 mètres actuellement au même endroit) dans la vallée de la rivière Bundi, qui serait elle-même barrée quelques kilomètres plus loin par un barrage au niveau de son confluent avec le Congo (actuellement à 45 mètres d’altitude). Entre la retenue d’eau et le fleuve, désormais 155 mètres de dénivelé sur le deuxième fleuve le plus puissant du monde. Une centrale ici construite permettrait de produire de 39 000 MW, soit le double du potentiel du barrage des Trois-Gorges sur le Yangzi Jiang. Pour un investissement et des coûts écologiques sensiblement moindres qu’aux Trois-Gorges, à Assouan ou Itaipu.
Les premiers travaux furent entrepris en 1965, et Inga I, d’une puissance de 351 MW, fut inauguré en 1971. Inga II a démarré en 1982 avec une capacité de production 1 424 MW. La Zone franche d’Inga fut créée (journal Officiel N° 8 du 15 avril 1981). Celle-ci n’accueillit cependant aucune industrie, effrayées par les risques politiques et la corruption généralisée.
In fine, Grand Inga comprendrait 4 unités de production, pour une puissance totale de 45 275 MW répartie comme suit :
- Inga I (fonctionnant actuellement à 20 % de ses capacités, 45 mètres de chute) : 351 MW
- Inga II  (fonctionnant actuellement à 20 % de ses capacités, 50 mètres de chute): 1 424 MW
- Inga III  (en projet, 55 mètres de chute) : 4 500 MW
- Grand Inga  / centrale de la Bundi (en projet, 155 mètres de chute) : 39 000 MW

Le site actuel
Le site en projet

### Production d’hydrogène
Les partisans du projet se montrent assez confiants quant aux possibilités techniques de réalisation du canal du Congo et de Grand Inga, et des possibilités économiques dégagées en particulier pour la production d’électricité (voir infra). Ils relèvent cependant les grandes incertitudes liées aux possibilités d’exploiter l’énergie électrique ainsi produite, tributaires du développement économique de la région de l’Afrique australe et équatoriale, et des risques politiques toujours importants.
La solution proposée est l’installation d’une usine de production d’hydrogène, destinée à absorber les à-coups et le surplus de production électrique issus d’Inga. Celui-ci servirait prioritairement de combustible pour la région, mais pourrait également être exporté via des navires adaptés pour alimenter des piles à combustible dont le marché est  amené à se développer.

### Production d’eau
La production d'eau potable est également envisagée, avec le formidable réservoir d’eau douce qu'est le fleuve, eau perpétuellement renouvelée. Celle-ci pourrait être aisément acheminée vers le nord (Golfe de Guinée) et surtout le sud (Angola, Namibie, Afrique du Sud).

## Le projet économique
Les études de faisabilité technique et économique semblent pouvoir assurer une forte rentabilité économique au projet, ce qui permettrait de négocier une location à bon prix de la concession pour le Gouvernement de la RDC.
Les investissements les plus lourds, Grand Inga et le Canal du Congo, pourraient assurer leur rentabilité moyennant une stabilité politique, ainsi qu'il en fut autrefois dans la région pour le chemin de fer Matadi-Kinshasa.
L’offre d'électricité qui pourrait a priori être difficile à écouler pourrait cependant trouver un exutoire par la production d’hydrogène avec le surplus d’électricité produite.
L’exploitation des ressources en eau potable de la région, et l’établissement d’une zone économique franche pourraient également générer des revenus importants. Les auteurs du projet ne se prononcent pas sur l’exploitation actuellement en cours à Moanda des champs pétrolifères.

## Le projet politique
Inspiré de l’expérience de Hong Kong et du Traité Hay-Bunau-Varilla pour le Canal de Panama, le projet se propose de céder en location par un bail emphytéotique d’une durée  de 99 ans le territoire de la rive droite de la province du Bas-Congo à un consortium d’États industrialisés. Celui-ci recevrait tous les pouvoirs réservés à un État souverain. Un gouvernement provisoire de Moanda serait établi, et un gouverneur nommé à sa tête. Un parlement consultatif serait à créer pour associer la population.
Le droit congolais serait applicable, et l’indépendance de la Justice garantie. La devise proposée est l’Euro, qui serait la devise majoritaire parmi les États du Consortium.
La zone envisagée serait la région de la province du Bas-Congo située en rive droite du fleuve, comprenant ainsi la ville de Boma, la localité côtière de Moanda et son territoire, ainsi que les territoires de Lukula, Tshela et Seke-Banza (district du Bas-fleuve) et de Luozi (district des Cataractes). Cette région serait bordée au nord par le territoire angolais de Cabinda, la République du Congo (Congo-Brazzzaville), au sud et à l’est par le fleuve Congo, à l’ouest par l’océan Atlantique. Sa superficie totale est de 22 500 km².
La capitale de cet ensemble serait Moanda, choisie au détriment de Boma, aux infrastructures désormais désuètes, et à la situation géographique peu adaptée. Moanda bénéficie d’une  localisation côtière. L’aéroport militaire de Kitona situé à proximité de la localité pourrait être relativement aisément réaménagé pour répondre aux exigences d’un aéroport international. La baie, que ferme actuellement la localité de Banana, pourrait par ailleurs accueillir un port en eau profonde à l’entrée du fleuve Congo.
Les bénéfices pour la République démocratique du Congo seraient nombreux :
- construction d'infrastructures économiques et de transport majeures bénéfiques pour l’ensemble du pays.
- récupération au terme de l'emphytéose de ces infrastructures;
- création d’une zone d’activité économique et industrielle dynamique susceptible d’émulation

## Réactions
Les opposants au projet le qualifient de projet néocolonialiste, et accusent ses promoteurs de vouloir s’approprier les ressources économiques de la République démocratique du Congo. Ils s’opposent à toute atteinte à l’intégrité territoriale du pays, et à l’instauration d’un régime politique particulier sur une de ses provinces.
Les partisans du projet considèrent au contraire que l’instauration d’une entité politique distincte serait la seule chance de voir aboutir le projet, tant les risques politiques en la région hypothèquent un investissement d’une telle ampleur.